# Eleições parlamentares europeias de 2009 (Bélgica)
As eleições parlamentares europeias de 2009 na Bélgica, realizadas a 7 de Junho, serviram para eleger a delegação do país para o Parlamento Europeu. O colégio eleitoral flamengo elegeu 13 membros, o colégio eleitoral francês elegeu 9 membros e o colégio eleitoral alemão elegeu 1 membro.

## Resultados Nacionais

### Colégio Alemão
| Partido                 | Partido                          | Votos  | %               | +/-   | Deputados | +/-     |
| ----------------------- | -------------------------------- | ------ | --------------- | ----- | --------- | ------- |
|                         | Partido Social Cristão           | 12 475 | 32,25 / 100,00  | 10,24 | 1 / 1     | Estável |
|                         | Partido da Liberdade e Progresso | 7 878  | 20,37 / 100,00  | 2,42  | 0 / 1     | Estável |
|                         | Ecolo                            | 6 025  | 15,58 / 100,00  | 5,09  | 0 / 1     | Estável |
|                         | Partido Socialista               | 5 658  | 14,63 / 100,00  | 0,31  | 0 / 1     | Estável |
|                         | ProDG                            | 3 897  | 10,07 / 100,00  | 0,67  | 0 / 1     | Estável |
|                         | Vivant                           | 2 417  | 6,25 / 100,00   | -     | 0 / 1     | -       |
|                         | Outros                           | 330    | 0,85 / 100,00   |       | 0 / 1     |         |
| Votos Inválidos         | Votos Inválidos                  | 4 591  | 10,61 / 100,00  | 0,67  |           |         |
| Total                   | Total                            | 38 680 | 100,00 / 100,00 |       | 1 / 1     |         |
| Eleitorado/Participação | Eleitorado/Participação          | 43 271 | 89,14 / 100,00  | 0,23  |           |         |
| Fonte                   | Fonte                            | [ 1 ]  | [ 1 ]           | [ 1 ] | [ 1 ]     | [ 1 ]   |

### Colégio Flamengo
| Partido | Partido                         | Votos     | %               | +/-   | Deputados | +/-     |
| ------- | ------------------------------- | --------- | --------------- | ----- | --------- | ------- |
|         | Democratas-Cristãos e Flamengos | 948 123   | 23,26 / 100,00  | 4,89  | 3 / 13    | 1       |
|         | Liberais e Democratas Flamengos | 837 884   | 20,56 / 100,00  | 1,35  | 3 / 13    | Estável |
|         | Vlaams Belang                   | 647 170   | 15,88 / 100,00  | 7,28  | 2 / 13    | 1       |
|         | Partido Socialista - Diferente  | 539 393   | 13,23 / 100,00  | 4,60  | 2 / 13    | 1       |
|         | Nova Aliança Flamenga           | 402 545   | 9,88 / 100,00   | -     | 1 / 13    | -       |
|         | Groen                           | 322 149   | 7,90 / 100,00   | 0,09  | 1 / 13    | Estável |
|         | Lista Dedecker                  | 296 699   | 7,28 / 100,00   | Novo  | 1 / 13    | Novo    |
|         | Outros                          | 81 981    | 2,01 / 100,00   |       | 0 / 13    |         |
| Total   | Total                           | 4 075 944 | 100,00 / 100,00 |       | 13 / 13   | 1       |
| Fonte   | Fonte                           | [ 2 ]     | [ 2 ]           | [ 2 ] | [ 2 ]     | [ 2 ]   |

### Colégio Francês
| Partido | Partido                        | Votos     | %               | +/-   | Deputados | +/-     |
| ------- | ------------------------------ | --------- | --------------- | ----- | --------- | ------- |
|         | Partido Socialista             | 714 947   | 29,10 / 100,00  | 6,99  | 3 / 8     | 1       |
|         | Movimento Reformador           | 640 092   | 26,05 / 100,00  | 1,53  | 2 / 8     | 1       |
|         | Ecolo                          | 562 081   | 22,88 / 100,00  | 13,04 | 2 / 8     | 1       |
|         | Centro Democrático Humanista   | 327 824   | 13,34 / 100,00  | 1,81  | 1 / 8     | Estável |
|         | Frente Nacional                | 87 706    | 3,57 / 100,00   | 3,88  | 0 / 8     | Estável |
|         | Valónia Primeiro               | 37 505    | 1,53 / 100,00   | Novo  | 0 / 8     | Novo    |
|         | Reagrupamento Valônia-França   | 30 488    | 1,24 / 100,00   | 0,29  | 0 / 8     | Estável |
|         | Partido do Trabalho da Bélgica | 28 483    | 1,16 / 100,00   | 0,35  | 0 / 8     | Estável |
|         | Outros                         | 28 052    | 1,14 / 100,00   |       | 0 / 8     |         |
| Total   | Total                          | 2 457 178 | 100,00 / 100,00 |       | 8 / 8     | 1       |
| Fonte   | Fonte                          | [ 3 ]     | [ 3 ]           | [ 3 ] | [ 3 ]     | [ 3 ]   |